# ジョセフ・ジャクソン・リスター (博物学者)
ジョセフ・ジャクソン・リスター（Joseph Jackson Lister FRS、1857年8月3日 - 1927年2月5日）はイギリスの動物学者である。1887年から行われた、イジェリア号（HMS Egeria）によるオーストラリア周辺の調査航海に博物学者として参加し、博物学標本を収集した。

## 略歴
グレーター・ロンドンのLeytonstoneの出身である。父親はワイン商から変形菌の研究者となったアーサー・リスターで、叔父に有名な外科医の、初代リスター男爵ジョゼフ・リスターがいる。ケンブリッジ大学のセント・ジョンズ・カレッジで学び、1892年から動物学の講師（Senior Lecturer）となった。 1887年から1888年にかけて行われたイギリス海軍の軍艦、イジェリア号（HMS Egeria）によるオーストラリアまわりの調査航海にヴォランティアの博物学者として参加し、貴重な博物標本を収集した。インド洋のクリスマス島、セーシェルや太平洋のトンガ、フェニックス諸島などで標本採集と調査を行った。帰国後、'On the Natural History of Christmas Island in the Indian Ocean' (Proc Zool Soc, 1888, p 512)、'On some Points in the Natural History of Fungia' (Quart Journ Micros Soc, Vol xxix, p 359)など多くの研究論文を学術誌に執筆し、その功績により1900年に王立協会のフェローに選ばれた
。
ラン科の植物の種、Phreatia listeri、ヤシ科の種 Arenga listeri やクリスマス島の植物、Abutilon listeri（アオイ科）やヤモリ科の動物の種 Lepidodactylus listeri に献名されている。
オーストラリア領クリスマス島のリン資源発見の端緒となったことなどから、1978年にリスターの肖像を描いた切手が発行された。